# シーラーズ・メトロ
シーラーズ・メトロ（ペルシャ語: متروی شیراز）は、イランの都市シーラーズにて運行中のメトロ・システムである。

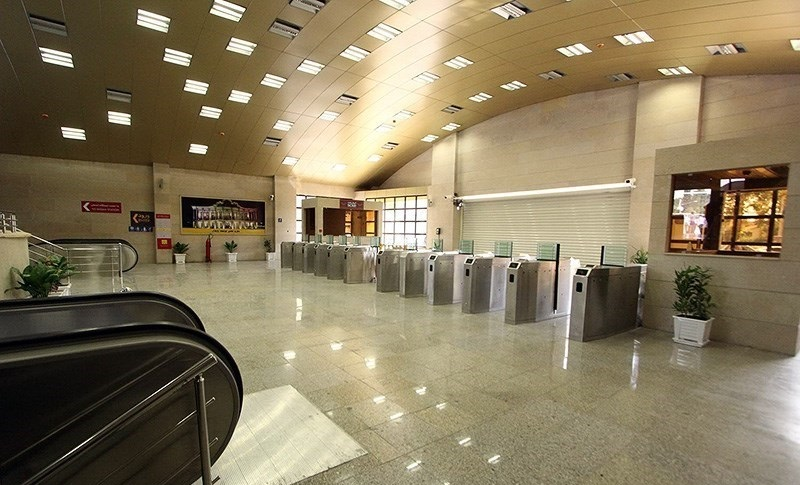
シーラーズ・メトロの駅

## 概要
シーラーズ都市鉄道公社により、6路線から成るシーラーズメトロの計画が進められている。2001年から建設が進められてたが2014年10月11日に最初の路線が完成した。建設中区間が完成すると総延長37.4kmになる予定である。

## 路線

### 1号線
2014年10月11日にエフサーン～ナマーズィー間が開通。2016年にナマーズィーからザンディーエまでの延伸部分が開通し総延長10.5㎞、8駅の路線となっている。現在も延伸工事が進められており、完成すれば総延長22.4 ㎞、20駅の路線となる。
|  | ● |  | エフサーン駅                   | ایستگاه احسان         |  |  |
|  | ● |  | ドクトル・シャリーアティー駅   | ایستگاه دکتر شریعتی   |  |  |
|  | ● |  | ミルザーイェ・シーラーズィー駅 | ایستگاه میرزای شیرازی |  |  |
|  | ● |  | シャーヘド駅                   | ایستگاه شاهد          |  |  |
|  | ● |  | ガスロダシュト駅               | ایستگاه قصردشت        |  |  |
|  | ● |  | シャヒード・モタハリー駅       | ایستگاه شهید مطهری    |  |  |
|  | ● |  | シャヒード・アーヴィーニー駅   | ایستگاه شهید آوینی    |  |  |
|  | ● |  | ナマーズィー駅                 | ایستگاه نمازی         |  |  |
|  | ● |  | ザンディーエ駅                 | ایستگاه زندیه         |  |  |

### 2号線
建設中。 総延長15km。

### 3号線
計画中。10 km、5駅。

### 4号線
計画中。

### 5号線
計画中。

### 6号線
計画中。

## 車両
中国中車大連機車車輛製の電車。架空電車線方式直流1500V用で、3M2Tの5両編成、最高速度は80km/hである。

## ギャラリー

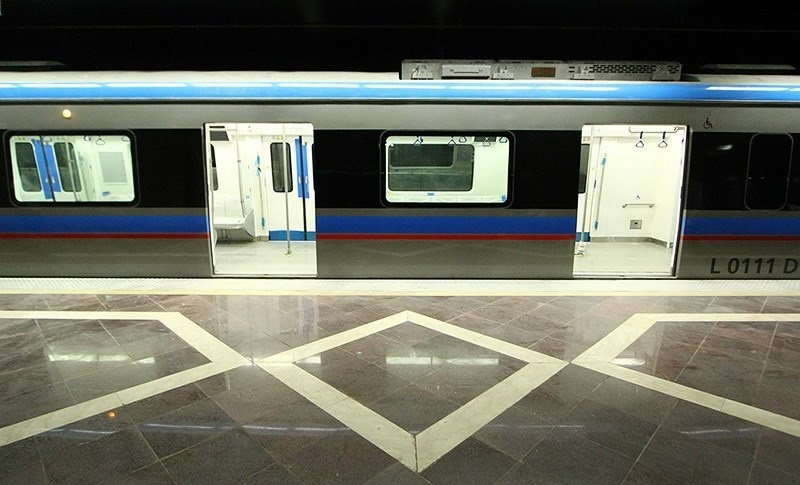
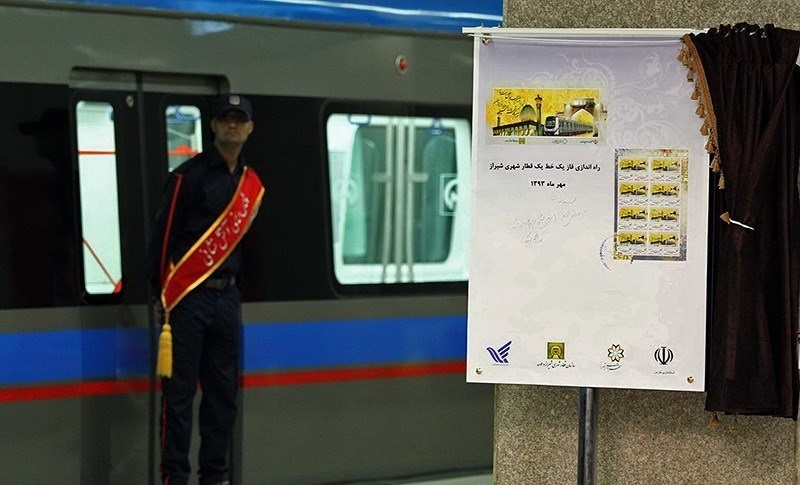
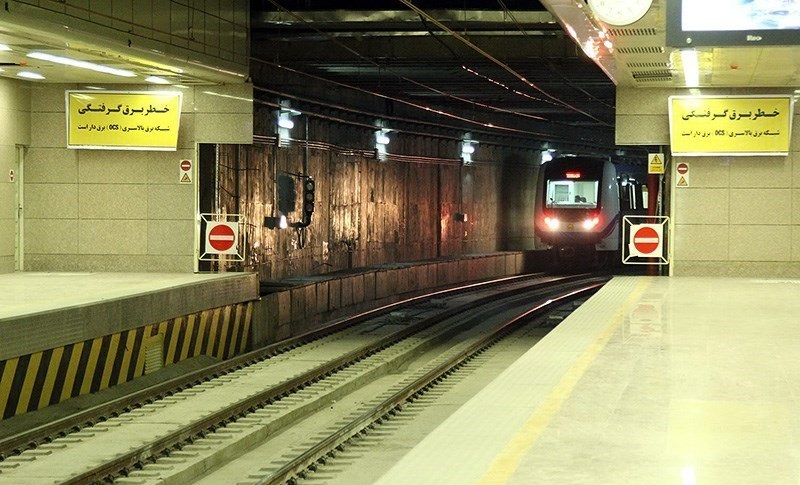
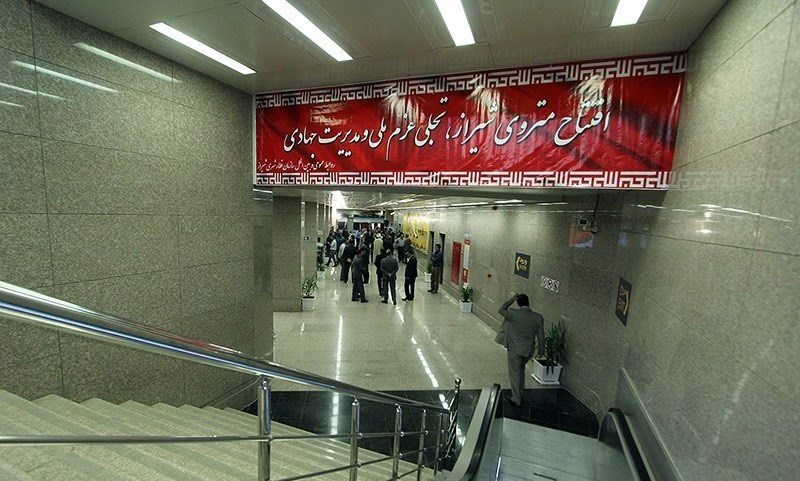
開業日のシーラーズ・メトロ。赤い垂れ幕には「シーラーズ・メトロ開業、民族自決とジハード指導の発現」と書かれている。
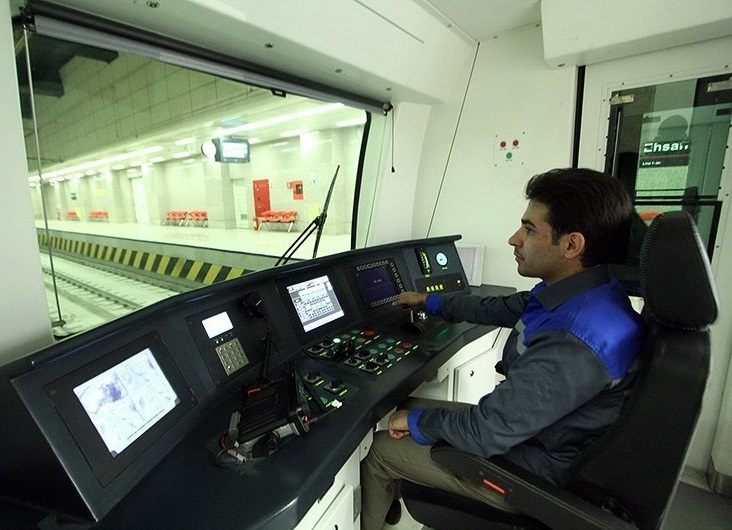
エフサーン駅のホームで停車している電車内の運転士
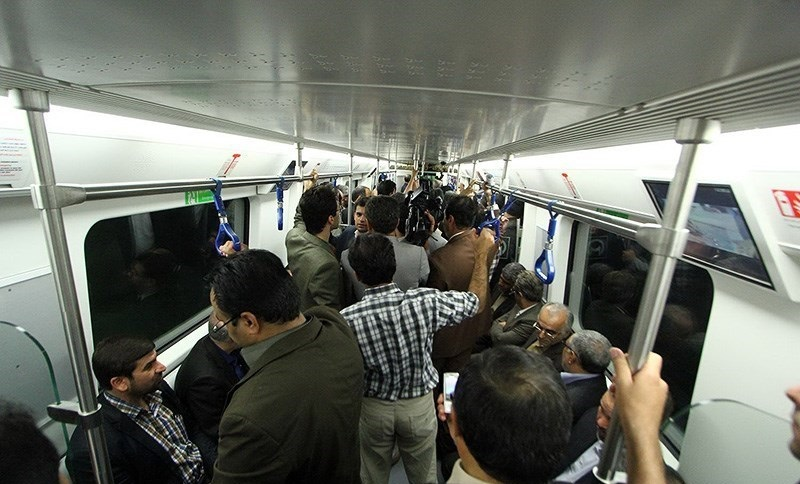
シーラーズ・メトロの電車内の様子
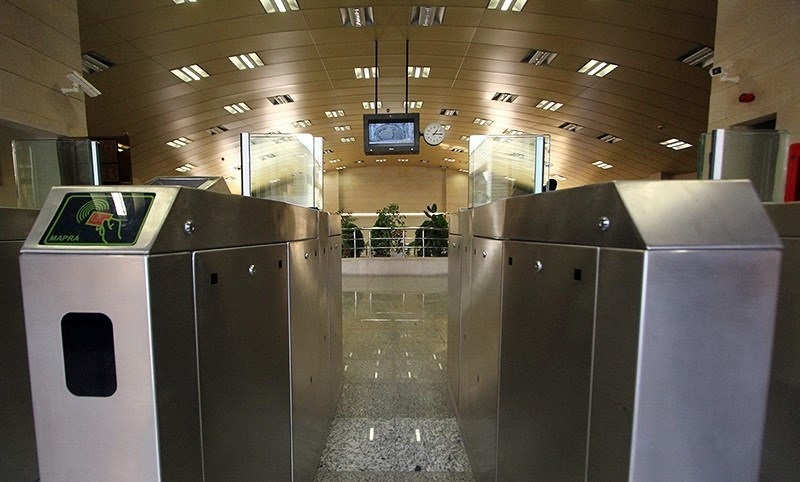
シーラーズ・メトロの自動改札
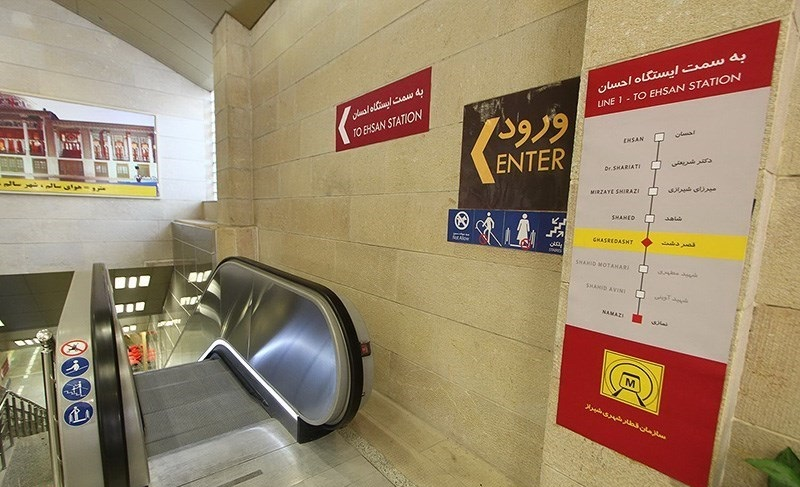
ガスロダシュト駅のエフサーン駅方面ホームに向かうエスカレーター